# Beccarianthus insignis
Beccarianthus insignis är en tvåhjärtbladig växtart som först beskrevs av Karl Moritz Schumann och Carl Karl Adolf Georg Lauterbach, och fick sitt nu gällande namn av J.F. Maxwell. Beccarianthus insignis ingår i släktet Beccarianthus och familjen Melastomataceae. Inga underarter finns listade i Catalogue of Life.